# Holliston Coleman
Pour les articles homonymes, voir Coleman.
Holliston Coleman (de son nom de naissance Holliston Taylor Coleman), née le 30 juin 1992, à Pasadena en Californie, est une actrice américaine. Elle est principalement connue pour avoir interprété le rôle de Cody O'Connor dans le film de 2000 L'Élue, ainsi que pour celui d'Hannah, pendant 5 saisons, dans la série Médium.

## Filmographie partielle

### Cinéma
- 2000 : L'Élue
- 2002 : Hard Cash
- 2005 : Lilo et Stitch 2 : Hawaï, nous avons un problème! (voix)
- 2013 : Robosapien: Rebooted : Meagan

### Télévision
- 1997 : Docteur Quinn, femme médecin (1 épisode , Saison 5) Samantha Bing
- 1997 : Ally McBeal (1 épisode)
- 1998 : Alerte à Malibu (1 épisode)
- 1999 : Power Rangers : L'Autre Galaxie (1 épisode)
- 2001 : Amy (1 épisode)
- 2002 : Urgences (1 épisode)
- 2002 : Les Anges du bonheur (1 épisode)
- 2003 : Le Cadeau de Carole (A Carol Christmas)
- 2004 : New York, unité spéciale (saison 6, épisode 7) : Melanie Cramer
- 2005-2010 : Médium (5 saisons)
- 2007 : Private Practice (1 épisode)
- 2009 : Mental (1 épisode)

### Téléfilm
2001 : Dîner entre amis (Dinner with friends) : Laurie

## Distinctions

### Nominations
- Saturn Award :
  - Nommé au Saturn Award du meilleur jeune acteur 2001 (L'Élue)
- Young Artist Award :
  - Nommée à la Meilleure prestation dans un film - Actrice âgée de 10 ans ou moins 2001 (L'Élue)
  - Nommée à la Meilleure prestation dans un téléfilm, mini-série ou special - Second rôle féminin 2003 (Miss Lettie and Me)
  - Nommée à la Meilleure prestation dans un téléfilm, mini-série ou special - Premier rôle féminin 2008 (Le Bonheur d'être aimé)